# Nina Young
Nina Young (1966) is een Australische actrice.

## Biografie
Young is geboren als dochter van Australische zakenman Peter Young en het in China uit Russische ouders geboren Australische model Tania Verstak die in 1962 werd verkozen tot Miss International.

## Carrière
Young kreeg de rol van Tamara Steel in de Bond-film Tomorrow Never Dies uit 1997. In Harry Potter en de Steen der Wijzen uit 2001 vertolkte ze de rol van De Grijze Dame. In 2003 had ze een rol in Johnny English als de secretaresse van Pegasus. In Clash of the Titans uit 2010 heeft ze een rol als de Griekse godin Hera.
In 2014 was Young te gast op de 21e editie van het evenement Autographica.
- Library of Congress Control Number: no2008161967
- Nationale Bibliotheek van Israël: 987012501370205171
- Virtual International Authority File: 9672787
- WorldCat: E39PBJcrfGY46vbpfjvWpDDg8C